# Anna Mizak

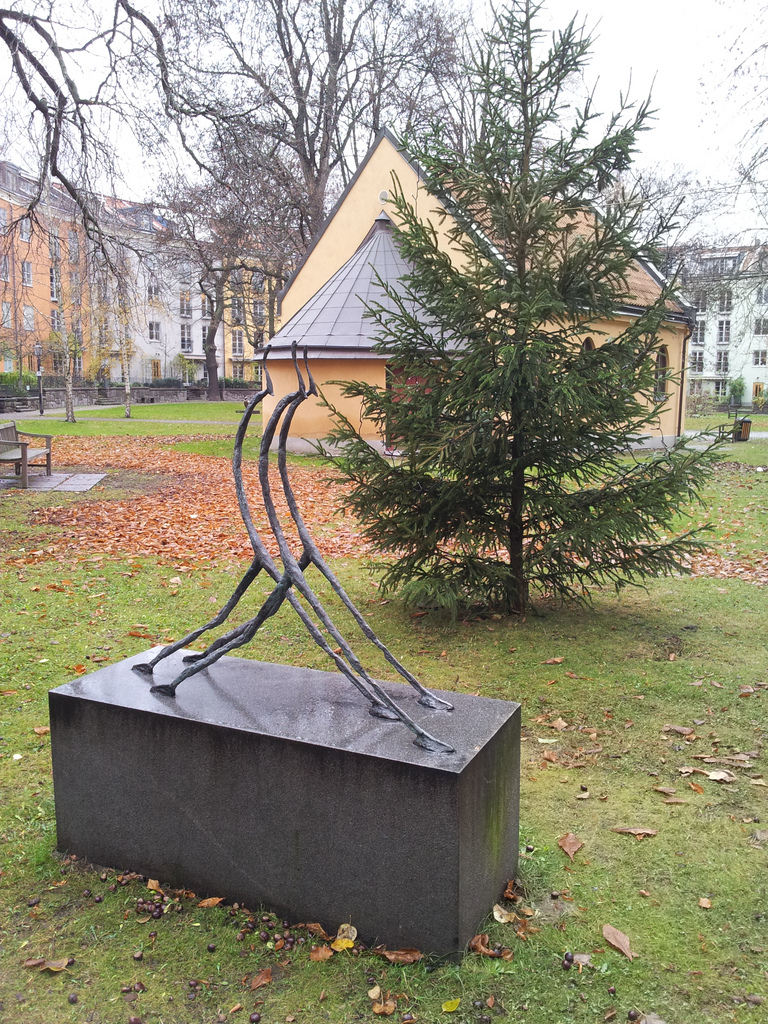
Människor i Grubbensparken. I bakgrunden syns Sankt Eriks kapell.

Wieslawa Anna Mizak, född 9 februari 1939 i Warszawa i Polen, död 20 februari 2019, är en polsk-svensk skulptör.
Anna Mizak utbildade sig på Konstakademien i Warszawa 1962-68 och Kungliga Konsthögskolan i Stockholm 1970-76.

## Offentliga verk i urval
- Gravid, 1977, Sundbybergvägen i Solna kommun, nära Huvudstagrillen
- Människor, Grubbensparken i S:t Eriksområdet på Kungsholmen i Stockholm

Anna Mizak är representerad vid bland annat Moderna museet.